# Johann Daniel Titius
Johann Daniel Tietz (meglio noto come Johann Daniel Titius) (Chojnice, 2 gennaio 1729 – Wittenberg, 11 dicembre 1796) è stato un astronomo tedesco.

## Biografia
Insegnante di scienze naturali a Wittenberg, è noto per aver formulato nel 1766 una formula empirica sulle distanze dei pianeti del sistema solare dal Sole, oggi nota come legge di Titius-Bode. Tramite questa formula predisse l'esistenza di un corpo celeste ad una distanza di 2,8 U.A. dal sole, che fu in seguito identificato nell'asteroide Cerere.
Nel 1768 Johann Elert Bode diede una sua versione di questa legge empirica, senza far cenno all'opera di Titius, ma in seguito ne riconobbe i meriti di primo ideatore della stessa.
L'asteroide 1998 Titius e il cratere Titius, posto nella faccia nascosta della Luna, sono intitolati alla sua memoria.